# Lerista flammicauda
Espèce
Lerista flammicauda est une espèce de sauriens de la famille des Scincidae.

## Répartition
Cette espèce est endémique d'Australie-Occidentale en Australie.

## Publication originale
- Storr, 1985 : Revision of Lerista frosti and allied secies (Lacertilia: Scincidae). Records of the Western Australian Museum, vol. 12, no 3, p. 307-316 (texte intégral).